# François André (homme politique)
Pour les articles homonymes, voir François André et André.
François André, né le 19 juillet 1967 à Pontivy (Morbihan) et mort le 11 février 2020 à Rennes (Ille-et-Vilaine), est un homme politique français. Il est député de 2012 à sa mort.

## Biographie

### Premiers mandats locaux
Après avoir adhéré au Parti socialiste  lors des manifestations contre le projet de loi Devaquet, il obtient son premier mandat électoral en étant élu au conseil municipal de Rennes lors des élections municipales de 2001. Il devient alors adjoint d'Edmond Hervé, chargé des Sports. Il est réélu à l'issue des municipales de 2008 ; le nouveau maire, Daniel Delaveau, lui confie la fonction d'adjoint aux finances.
À la suite des élections cantonales de 2008, il fait son entrée au conseil général d'Ille-et-Vilaine en étant élu dans le canton de Rennes-Nord-Ouest face au conseiller général sortant, l'ancien député UMP de la troisième circonscription d'Ille-et-Vilaine Philippe Rouault. Il permet ainsi à la gauche de remporter tous les cantons de la ville de Rennes. Il devient sixième vice-président, chargé de la Solidarité (personnes âgées et personnes handicapées, notamment).

### Député d'Ille-et-Vilaine
Désigné candidat par le PS dans la troisième circonscription d'Ille-et-Vilaine pour les élections législatives de 2012, il est élu député le 17 juin 2012, en battant le candidat UMP Philippe Rouault au second tour, avec 58,8 % des voix. À la suite de son élection comme député, et afin de respecter la règle sur le cumul des mandats, il choisit de quitter le conseil municipal de Rennes pour continuer à siéger au Conseil général. Conformément aux règles propres au Parti socialiste, il abandonne cependant son mandat de vice-président. Membre de la commission de la Défense nationale et des Forces armées, il est admis, à ce titre, comme colonel au sein de la Réserve citoyenne de la défense en janvier 2015.
Lors de ce premier mandat, il est notamment remarqué pour son travail comme rapporteur de la mission d'information sur la fiscalité agricole conclu au printemps 2015 avec son collègue breton de l'opposition, le député des Côtes-d'Armor Marc Le Fur. 
En mars 2015, il est par ailleurs réélu conseiller départemental dans le canton de Rennes-6 en tandem avec Véra Briand.

### Ralliement à Emmanuel Macron
Il soutient le candidat En marche, Emmanuel Macron, pour l'élection présidentielle de 2017. Investi par le Parti socialiste, il est réélu député en juin 2017, et siège comme apparenté au sein du groupe La République en marche.
Dans ce second mandat, il est notamment chargé d'une mission visant à évaluer la loi de programmation de 2014 de programmation militaire, avec le député du Parti socialiste Joaquim Pueyo,. Au sein de la commission des Finances, il est rapporteur spécial dédié à la Mission Economie.
En septembre 2019, il révèle être atteint d'un cancer du poumon depuis un an. Il meurt des suites de cette maladie le 11 février 2020, à l'âge de 52 ans. Sa mémoire est saluée notamment par le président de la République Emmanuel Macron, le Premier ministre Édouard Philippe, le président de l'Assemblée nationale Richard Ferrand, le ministre des Affaires étrangères Jean-Yves Le Drian, le président du conseil régional de Bretagne Loïg Chesnais-Girard, le président du conseil départemental d'Ille-et-Vilaine Jean-Luc Chenut, le président de Rennes Métropole Emmanuel Couet, la maire de Rennes Nathalie Appéré et l'ensemble de la classe politique rennaise,.

## Détail des mandats et fonctions
Député
- 20 juin 2012 - 11 février 2020 : député de la troisième circonscription d'Ille-et-Vilaine

Conseiller départemental
- 2 avril 2015 - 11 février 2020 : membre du conseil départemental d'Ille-et-Vilaine, dans le canton de Rennes-6, en binôme avec Véra Briand

Conseiller général
- 16 mars 2008 - 19 juin 2012 : vice-président du conseil général d'Ille-et-Vilaine, élu dans le canton de Rennes-Nord-Ouest
- 16 mars 2008 - 29 mars 2015 : membre du conseil général d'Ille-et-Vilaine

Conseiller municipal
- 18 mars 2001 - 15 mars 2008 : adjoint au maire de Rennes (Sports)
- 16 mars 2008 - 9 juillet 2012 : adjoint au maire de Rennes (Finances)